# Полунина, Наталья Валентиновна
Ната́лья Валенти́новна Полу́нина (род. 11 февраля 1946, Сухуми) — российский медик. Доктор медицинских наук, профессор, академик РАН (2019), заведующая кафедрой общественного здоровья и здравоохранения имени академика Ю. П. Лисицына педиатрического факультета РНИМУ им. Н. И. Пирогова (с 2011), в 2011—2012 гг. — и. о. ректора университета.

## Биография
Родилась 11 февраля 1946 года в Сухуми.
В 1963 году окончила школу с золотой медалью. По окончании школы поступила на педиатрический факультет 2-го МГМИ (ныне — РНИМУ) им. Н. И. Пирогова, который окончила с отличием в 1969 году. Затем в том же институте окончила ординатуру и аспирантуру на кафедре социальной гигиены и организации здравоохранения. В годы учёбы работала медсестрой и врачом-педиатром. Ученица академика Ю. П. Лисицына. В 1974 году защитила кандидатскую диссертацию на тему «Комплексное социально-гигиеническое исследование состояние здоровья детей первых трех лет жизни» (руководитель — профессор О. В. Гринина), в 1996 году — докторскую на тему «Состояние и образ жизни семей, воспитывающих детей в возрасте от 0 до 7 лет». Имеет звание «профессор» с 1998 года.
С 1975 года работает на кафедре общественного здоровья и здравоохранения педиатрического факультета 2-го МОЛГМИ (РГМУ, РНИМУ) им. Н. И. Пирогова: сначала ассистентом, в 1984—1997 гг. — доцентом, в 1997—2011 гг. — профессором. С 2011 г. — заведующая кафедрой.
В 1976—1992 гг. — заместитель декана подготовительного отделения, в 1986—1995 гг. — заместитель декана, в 1995—2010 гг. — декан педиатрического факультета. В 2010-11 гг. — проректор по стандартизации и качеству образования, в 2011-12 гг. — и. о. ректора РНИМУ им. Н. И. Пирогова.
Член президиума ученого совета университета и член ученого совета педиатрического факультета РНИМУ им. Н. И. Пирогова, зампред диссовета университета. Член диссовета Первого МГМУ им. И. М. Сеченова.
С 2014 года — заместитель председателя экспертного совета ВАК РФ по медико-профилактическим дисциплинам. Также в 1997—2007 гг. заведовала кафедрой МИМСР.
Член редколлегий журналов «Российский медицинский журнал», «Здравоохранение России», «Вопросы современной педиатрии» и др.
Академик РАН (2019).

## Награды
Награждена орденом Александра Невского (2024), орденом Почёта (2017), медалью ордена «За заслуги перед Отечеством» II степени (1999), знаком «Отличник здравоохранения».

## Научная деятельность
Научные интересы Н. В. Полуниной: здоровье различных возрастно-половых и социальных групп населения; факторная обусловленность здоровья, в том числе роль факторов (критериев) образа жизни в формировании позитивных и негативных факторов здоровья; медико-организационные технологии в здравоохранении и вопросы совершенствования медицинской помощи; оценка эффективности деятельности медицинских организаций; подготовка медицинских кадров на додипломном и последипломном уровнях, разработка профессиональных и образовательных стандартов.
Научные исследования Н. В. Полуниной внесли существенный теоретический вклад в развитие методологии комплексных социально-гигиенических и клинико-социальных исследований, использования медицинской статистики в рамках доказательной медицины для обоснования роли различных факторов в формировании здоровья.
Под её руководством и при её консультировании были выполнены и защищены 11 докторских и 30 кандидатских диссертаций.
Н. В. Полуниной опубликовано более 440 научных работ, в том числе учебники (9), монографии и научные обзоры (15), руководства (2), учебно-методические и научные пособия (73), подготовлено более 25 программ по дисциплине для студентов и специальности для ординаторов, аспирантов и врачей-организаторов здравоохранения.